# Espen Lie Hansen
Espen Lie Hansen (Drammen, 1 de marzo de 1989) es un jugador de balonmano noruego que juega de lateral izquierdo en el Drammen HK y en la  selección de balonmano de Noruega.
Con la selección ganó la medalla de plata en el Campeonato Mundial de Balonmano Masculino de 2017 y en el Campeonato Mundial de Balonmano Masculino de 2019.

## Clubes
- Drammen HK ( -2011)
- Bjerringbro-Silkeborg (2011-2012)
- Dunkerque HB (2012-2014)
- SC Magdeburg (2014-2015)
- Bregenz HB (2015-2016)
- HC Midtjylland (2016-2018)
- HBC Nantes (2018-2019)
- Drammen HK (2019- )